# Paseky (Šilheřovice)

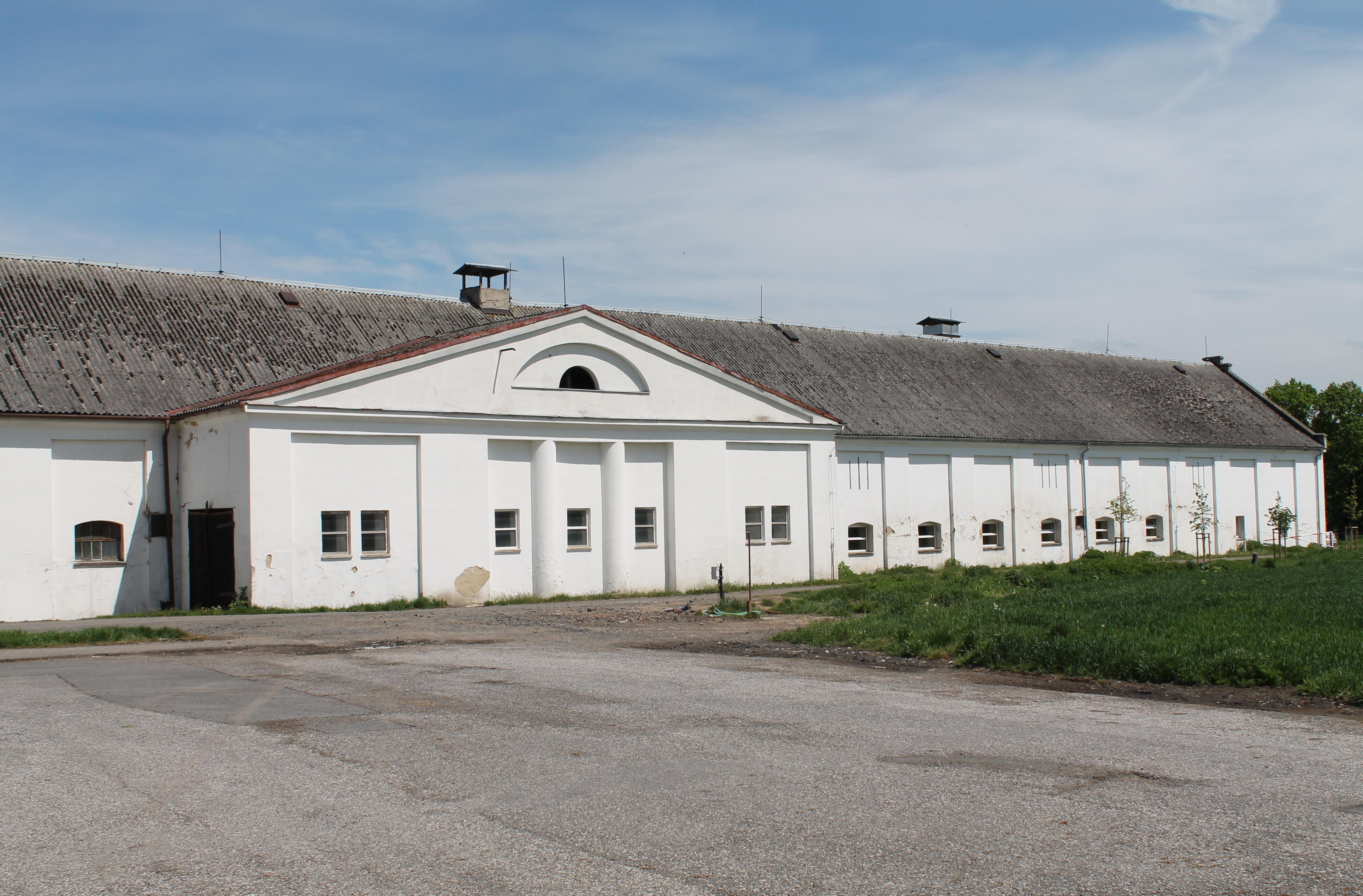
Stallgebäude des Hofes

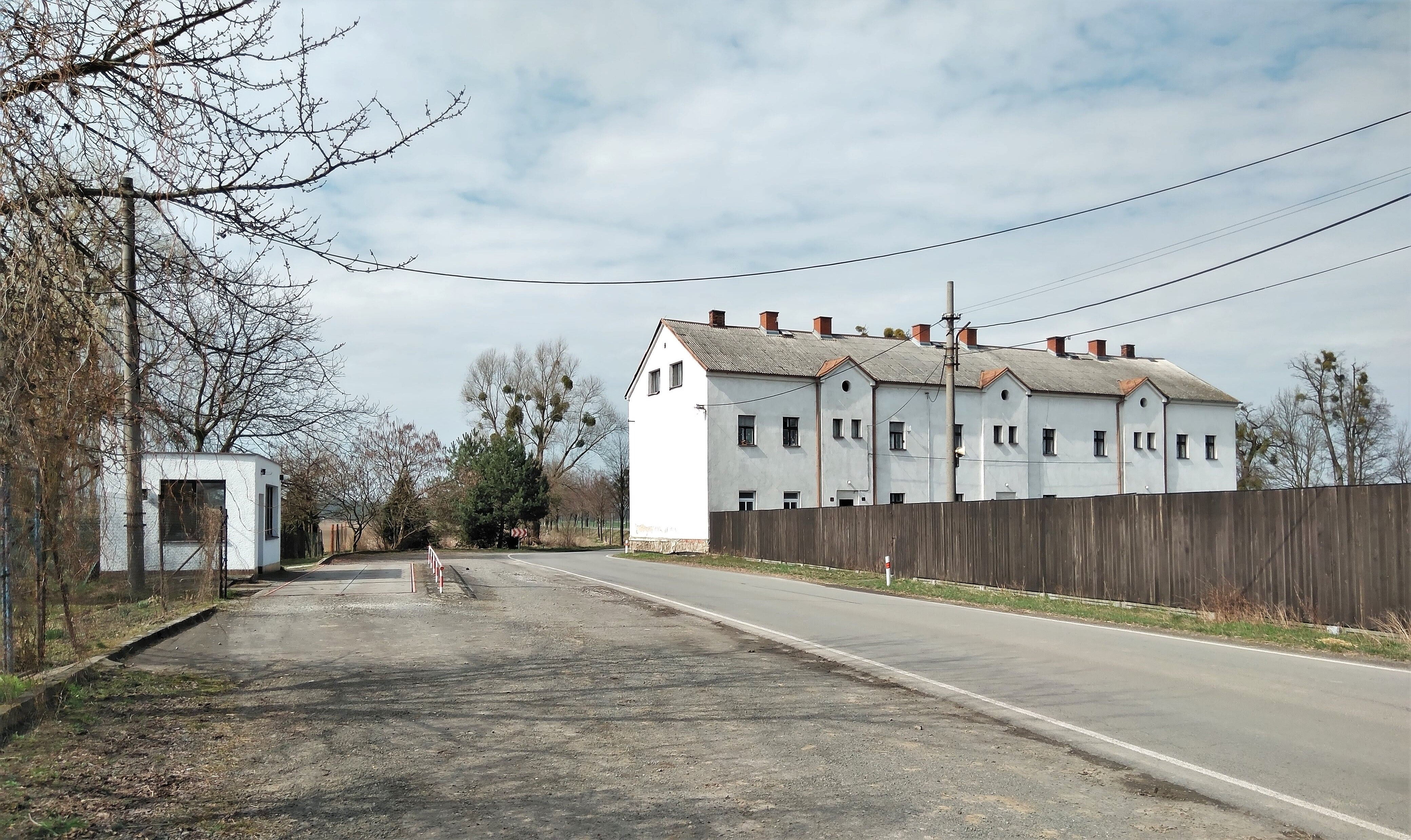
Ehemaliges Gesindehaus an der Straße nach Šilheřovice

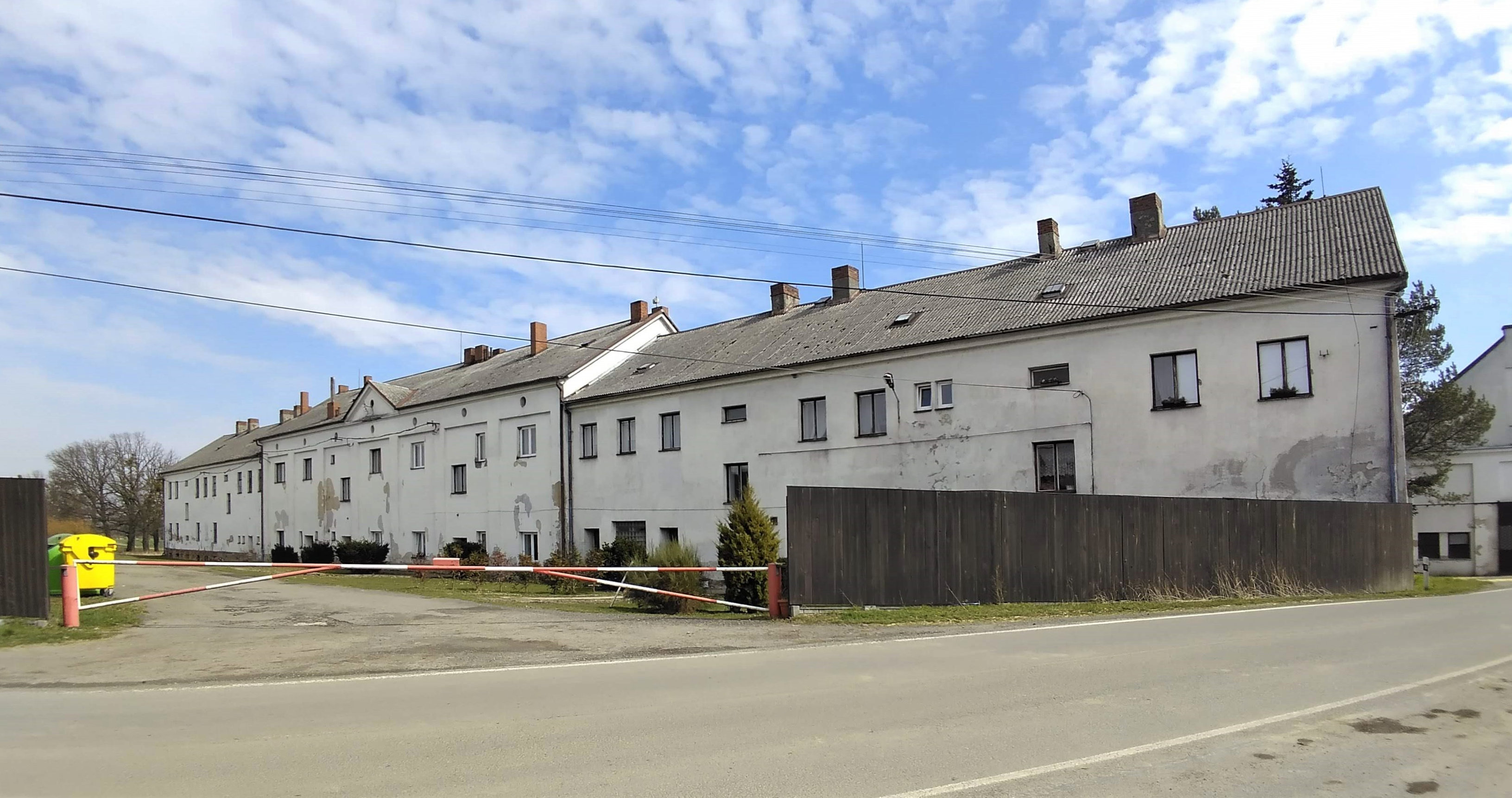
Zentraler Wohnflügel des Hofes

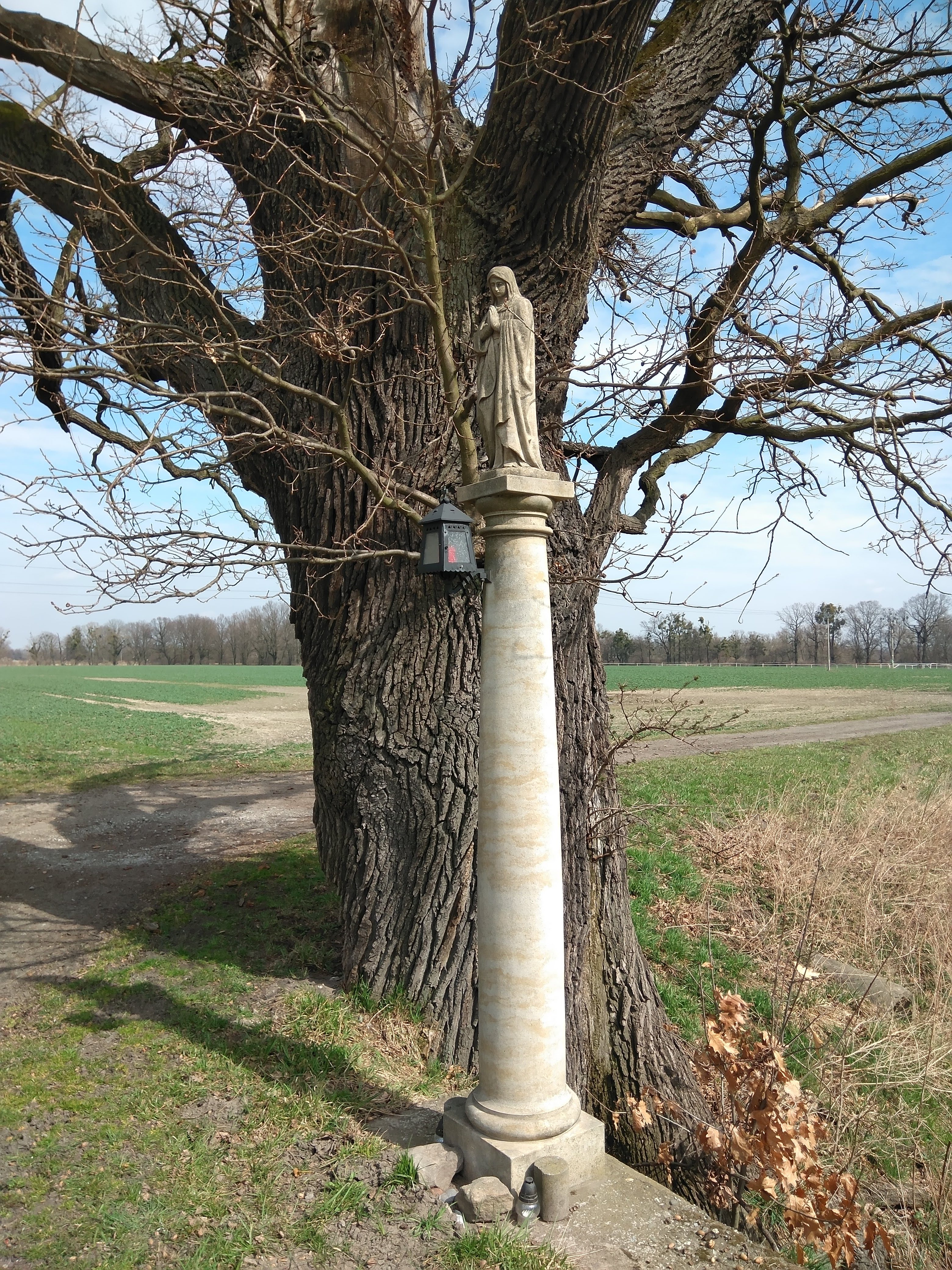
Bildstock

Paseky (deutsch Passek) ist eine Grundsiedlungseinheit der Gemeinde Šilheřovice (Schillersdorf) in Tschechien. Sie liegt neun Kilometer nördlich des Stadtzentrums von Ostrava (Ostrau) nahe der polnischen Grenze und gehört zum Okres Opava.

## Geographie
Das Vorwerk Paseky befindet sich linksseitig der Oder am rechten Ufer des Potok Od Bažantnice (Fasaneriegraben) im Ostrauer Becken. Ca. einen halben Kilometer nördlich bildet der Bach Pasecký potok die Staatsgrenze zu Polen. Gegen Süden erstreckt sich eine Bunkerlinie des Tschechoslowakischen Walls. Ebenfalls südlich verläuft die Autobahn D 1; sie überbrückt bei Paseky die Oder. Südwestlich liegt der Černý les (Schwarzwald).
Nachbarorte sind Chałupki (Annaberg) und Stare Chałupki (Chalupki) im Norden, Starý Bohumín (Oderberg-Stadt) im Nordosten, Nový Bohumín (Neu Oderberg) im Osten, Pudlov (Pudlau) im Südosten, Antošovice (Antoschowitz) und Koblov-Vrbina (Tabulki) im Süden, Annin Dvůr (Annahof) und Ludgeřovice (Ludgerstal) im Südwesten, Markvartovice (Markersdorf) und Hříbovec (Hrzybowetz) im Westen sowie Šilheřovice, Rakowiec und Rudyszwałd (Ruderswald) im Nordwesten.

## Geschichte
Der ursprünglich im Schwarzwald gelegene Schafhof Passek wurde zu Beginn des 18. Jahrhunderts zusammen mit der Häuslerkolonie Jantoschowitio, in der die meisten Beschäftigten des Hofes lebten, durch den Verwalter des dem Troppauer Jesuitenkollegs gehörigen Gutes Schillersdorf, Pater Johann Jantosch (1648–1727), gegründet. Erstmals schriftlich erwähnt wurde der Ort 1711 in den Haatscher Kirchenbüchern.
Nach dem Ersten Schlesischen Krieg fiel Passek 1742 wie fast ganz Schlesien an Preußen; die Oder bildete die neue Grenze zu Österreichisch Schlesien. Das Gut Schillersdorf blieb zunächst weiterhin im Besitz der Jesuiten, wurde jedoch unter die Verwaltung des nun ebenfalls in Preußen liegenden Neisser Jesuitenkollegs gestellt. Der Schafhof wurde im Laufe der Zeit zu einem Vorwerk ausgebaut und hinter diesem ein Wohnhaus für den Wirtschaftsbereiter, Gesindestallungen für das Nutzvieh sowie Scheunen errichtet. 1743 wurde das Vorwerk dem neugebildeten Kreis Leobschütz zugeordnet. Nach der Aufhebung des Jesuitenordens im Jahre 1773 wurde das Gut von der königlich-preußischen Kammer verwaltet. Diese verkaufte es 1787 Karl Freiherr von Larisch, der es noch im selben Jahr an Friedrich Freiherr von Eichendorff veräußerte. Im Zuge der Kreisreform vom 1. Januar 1818 wurde Passek dem Kreis Ratibor zugewiesen. 1825 hatte das zu Antoschowitz konskribierte herrschaftliche Hof Passeck durchweg  katholische Einwohner, gepfarrt war der Ort zur Tochterkirche Schillersdorf. Nachfolgende Besitzer der Grundherrschaft Schillersdorf waren ab 1835 Franz Hubert Stücker von Weyershof und ab 1844 Salomon Meyer von Rothschild. Im Jahre 1840 wurde Passek als ein zu Antoschowitz gehöriges Vorwerk aufgeführt. Nachdem das stark baufällige Vorwerk Passek zuletzt durch einen Brand fast gänzlich zerstört worden war, ließ Salomon Meyer von Rothschild, der inzwischen auch die Herrschaft Preußisch Oderberg erworben hatte, das alte Vorwerk abbrechen. An einem der Gemeinde Annaberg näher gelegenen und zugänglicherem Platz ließ Rothschild  1848 eine große Doppelhofanlage errichten, der er zu Ehren seiner Schwiegertochter den Namen Charlottenhof gab. Als 1850 die Landgemeinde Antoschowitz entstand, wurde das Vorwerk Passek nicht Teil derselben, sondern wurde Schillersdorf zugeordnet. Im Jahre 1861 bewirtschaftete das Vorwerk Passek 1264 Morgen Ackerland mittlerer Güte, auf denen vor allem Weizen und Zuckerrüben angebaut wurden.  In den Jahren 1862–1863 ließ Anselm Salomon von Rothschild östlich des Hofes das Wasserhebewerk Patlowetz anlegen, das den neuen Schillersdorfer Schlosspark mit Oderwasser versorgte.

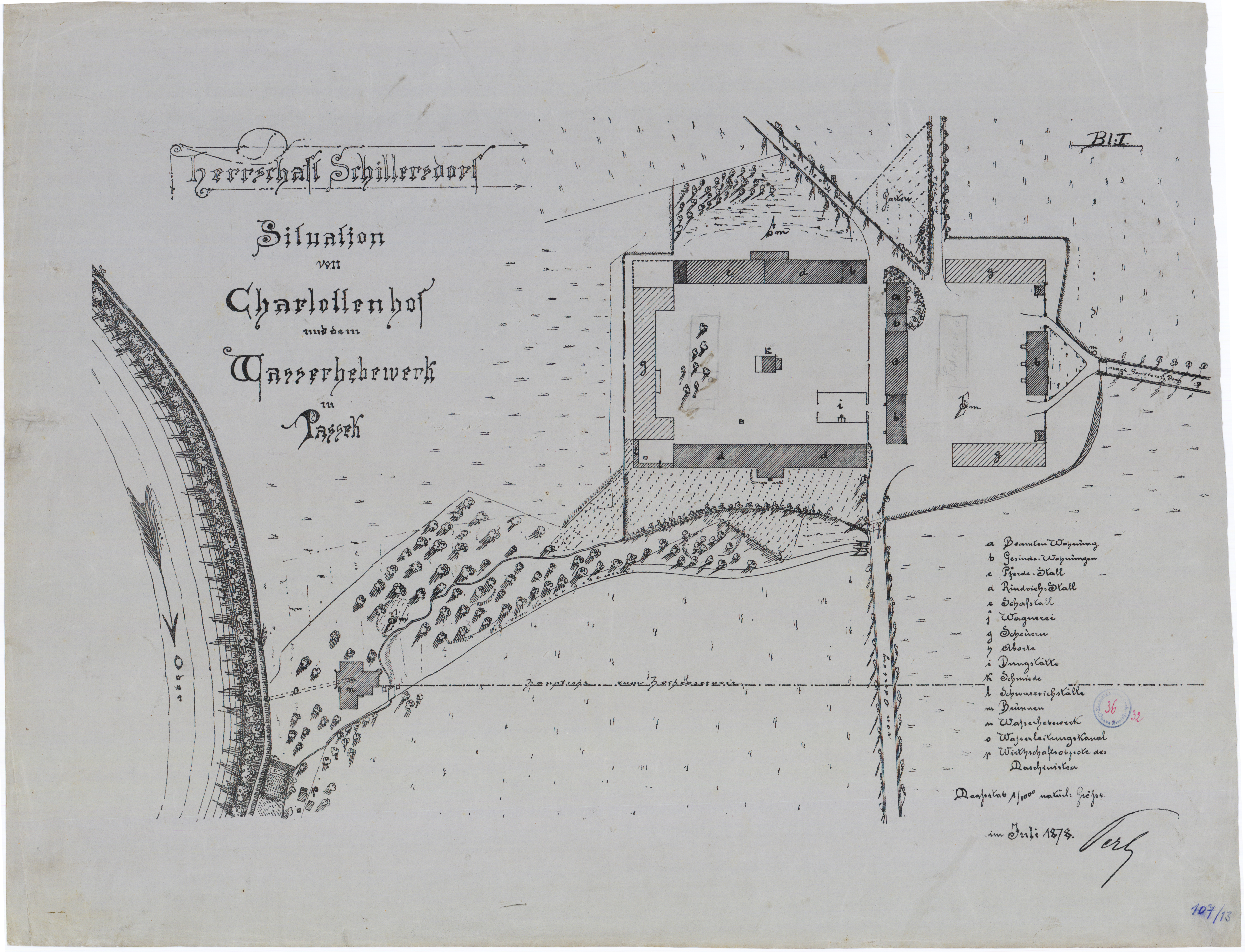
Situationsplan des Charlottenhofs und Wasserhebewerks Passek (1878)

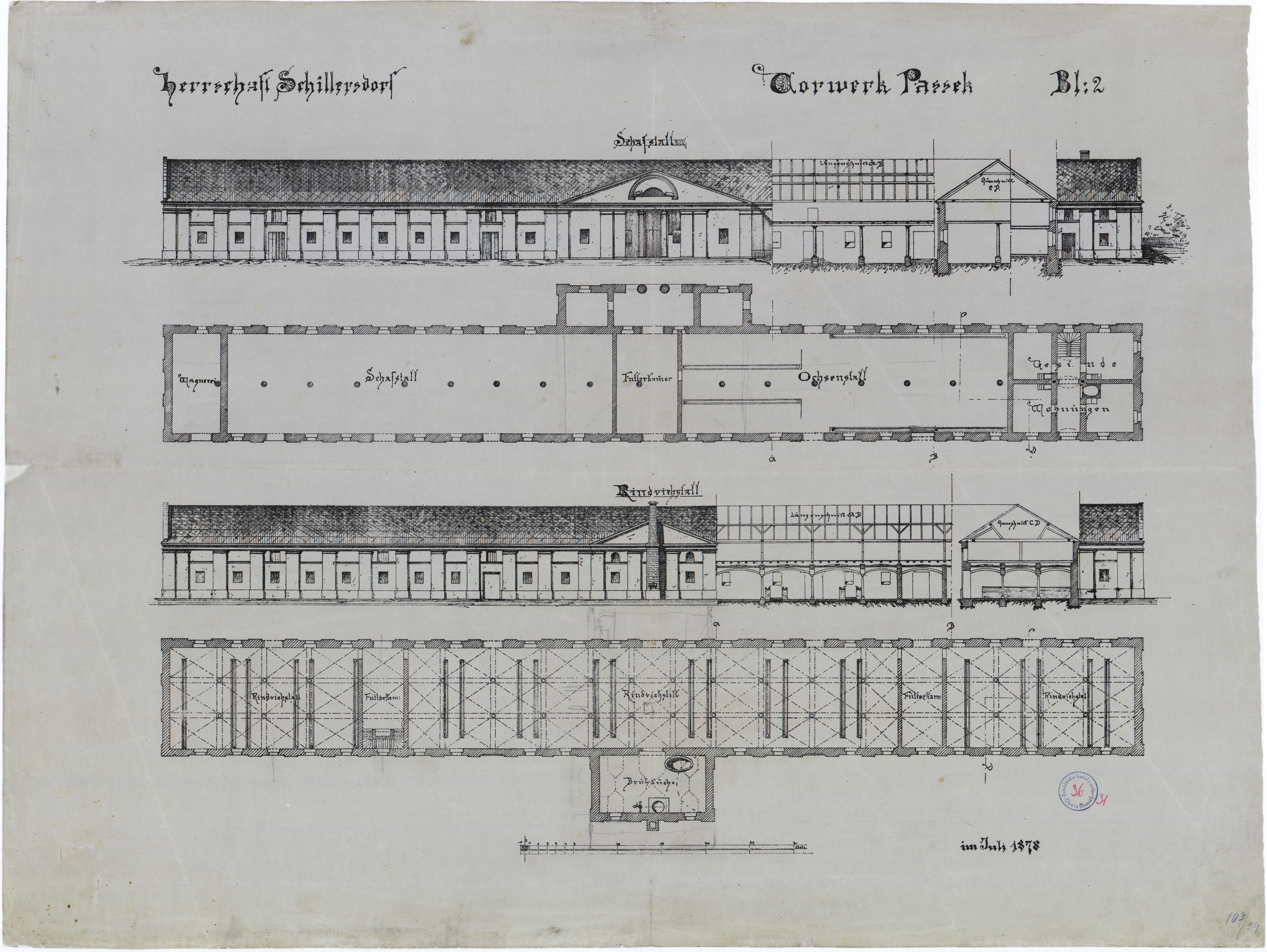
Stallungen des Vorwerks Passek (1878)

1867 lebten in Passek mit Patlowetz 194 Personen. Im Mai 1874 wurde aus den Landgemeinden Annaberg,  Antoschowitz Colonie, Koblau und Zabelkau sowie den Gutsbezirken Passek Vorwerk, Preußisch Oderberg und Zabelkau der Amtsbezirk Annaberg gebildet. 1885 lebten in Vorwerk Passek 153 Personen. Im Jahre 1900 hatte das Vorwerk Passek inklusive Patlowetz 145 Einwohner, 1910 waren es 175. Der Gutsbezirk Vorwerk Passek wurde 1908 aufgehoben und in die Landgemeinde Antoschowitz eingegliedert. Zu Beginn des 20. Jahrhunderts erfolgten erste Verhandlungen wegen der geplanten Nebeneisenbahn von Annaberg nach Deutsch Krawarn. Offen blieb die Trassierung zwischen Annaberg und Hultschin. Die Freiherren Rothschild als Besitzer der Steinkohlengruben in Koblau und Petrzkowitz erreichten schließlich eine Trassenführung am Rande des Schwarzwaldes über Koblau. Im Februar 1914 begann der Bau des letzten Streckenabschnittes der Bahnstrecke Deutsch Krawarn-Annaberg, der nun zwischen dem Vorwerk Passek und Patlowetz verlaufen sollte. Kurz nach Ausbruch des Ersten Weltkrieges wurden die Arbeiten eingestellt, fertiggestellt waren bereits 60 % der Strecke. Der letzte Abschnitt zwischen Koblau und Chalupki blieb unvollendet.
Aufgrund des Versailler Vertrages von 1919 wurde Passek am 4. Februar 1920 als Teils des Hultschiner Ländchens der Tschechoslowakei zugeschlagen. Die Grenzziehung erfolgte nördlich von Passek und Patlowetz entlang des Oderzuflusses Pasecký potok; zwischen Passek und dem preußischen Chalupki entstand ein Grenzübergang. Beim Zensus von 1921 hatte Paseky 190 Einwohner. Nach langwierigen Verhandlungen zwischen den Gemeinden Šilheřovice und Antošovice wurde Paseky um 1930 wieder nach Šilheřovice umgemeindet. Im Jahre 1930 lebten in dem Ort 166 Personen.
Nach dem Münchener Abkommen wurde Passek am 8. Oktober 1938 zusammen mit dem Hultschiner Ländchen vom Deutschen Reich besetzt. Der Ort gehörte nunmehr zur Landgemeinde Schillersdorf im Landkreis Hultschin, die 1939 dem Landkreis Ratibor in der preußischen Provinz Oberschlesien eingegliedert wurde. Am 17. Januar 1939 wurde Passek dem wiedererrichteten Amtsbezirk Schillersdorf zugeordnet.
Nach dem Ende des Zweiten Weltkriegs kam Paseky wieder an die Tschechoslowakei zurück. Im Zuge der Gebietsreform von 1960 wurde der Okres Hlučín aufgehoben und der Ort dem Okres Opava zugeordnet. 1970 lebten in Paseky 90 Personen, 1991 waren es 57. Beim Zensus von 2011 hatte Paseky 56 Einwohner.

## Charlottenhof
Die 1848 von der Familie Rothschild als landwirtschaftlicher Musterhof Charlottenhof errichtete Doppelhofanlage mit regelmäßigem Grundriss und langen rechteckigen Flügeln wird mittig durch einen vierteiligen Wohnflügel, in dem ursprünglich Wohnungen für Beamte und das Gesinde untergebracht waren, in den östlichen Großen Hof und den westlichen Kleinen Hof geteilt. Auch der westliche Flügel der Hofanlage wurde als Gesindewohnhaus errichtet. Im Ostflügel als auch dem Nord- und Südflügel des Kleinen Hofes waren Scheunen untergebracht; später wurde im Kleinen Hof – parallel zum Mittelflügel eine weitere Scheune angelegt. Repräsentativ gestaltet wurde der Südflügel des Großen Hofes; seine durch flache Lisenen und Pilaster gegliederte Fassade wird von einem – in die Futterkammer führenden – flachen Mittelrisalit mit Tympanon dominiert. In diesem Flügel waren sowohl Stallungen für Ochsen und Schafe als auch – im westlichen Teil – Gesindewohnungen untergebracht. Im zum Fasaneriegraben gelegenen und gleichfalls durch flache Lisenen und Pilaster gegliederten Nordflügel des Großen Hofes befanden sich weitere Rinderställe; diesem Flügel war ein als Brühküche genutzter zentraler Vorbau mit Mittelrisalit und Tympanon vorgelagert. Mittig auf dem Großen Hof stand eine Schmiede. Über den Kleinen Hof führten Wege von Schillersdorf, Koblau und Preußisch Oderberg.
Mit Ausnahme der beiden Scheunen an der Nord- und Südseite des Kleinen Hofes ist die historische Hofanlage bis heute erhalten.

## Ortsgliederung
Die Grundsiedlungseinheit Paseky besteht aus dem Hof Paseky und der Einschicht Patlovec (Patlowetz). Paseky ist Teil des Katastralbezirks Šilheřovice.

## Sehenswürdigkeiten
- Hof Paseky, errichtet 1848
- Wasserhebewerk Patlovec, Kulturdenkmal
- Bildstock, westlich des Hofes an der Straße nach Šilheřovice
- Naturdenkmal Šilheřovice, vom Hof nach Südwesten in den Schwarzwald führende Allee